# FK Inter Bratislava
El FK Inter Bratislava es un club de fútbol eslovaco, de la ciudad de Bratislava. Fue fundado en 1940 y juega en la Tercera eslovaca, tras comenzar en 2010 en la quinta división. El club cuenta en su palmarés con dos ligas eslovacas, seis copas y dos Copas Intertoto.

## Historia
El Inter de Bratislava fue fundado en 1940 con el nombre de Apollo, y más tarde con el nombre de Slovnaft.
Inter fue uno de los grandes clubes de Checoslovaquia, y lo siguió siendo con la independencia de Eslovaquia.
En 1976 hizo su única participación en la Liga de Campeones, en la que pronto fue eliminado.
Más recientemente ha ganado la Liga eslovaca en dos ocasiones, en 2000 y 2001.
Su gran rival es el FC Artmedia Bratislava.

### Nombres
- 1940 - Fundado como ŠK Apollo Bratislava
- 1945 - TKNB Bratislava
- 1948 - Sokol SNB Bratislava
- 1952 - TJ Červená Hviezda Bratislava (Estrella Roja)
- 1962 - Fusión con TJ Iskra Slovnaft Bratislava y TJ Slovnaft Bratislava
- 1965 - TJ Internacionál Slovnaft Bratislava
- 1986 - Fusión con TJ ZŤS Petržalka en TJ Internacionál Slovnaft ZŤS Bratislava
- 1991 - AŠK Inter Slovnaft Bratislava
- 2004 - FK Inter Bratislava

## Uniforme
- Uniforme titular: Camiseta amarilla y negra, pantalón negro, medias amarillas.
- Uniforme alternativo: Camiseta roja y blanca, pantalón rojo, medias rojas.

## Estadio

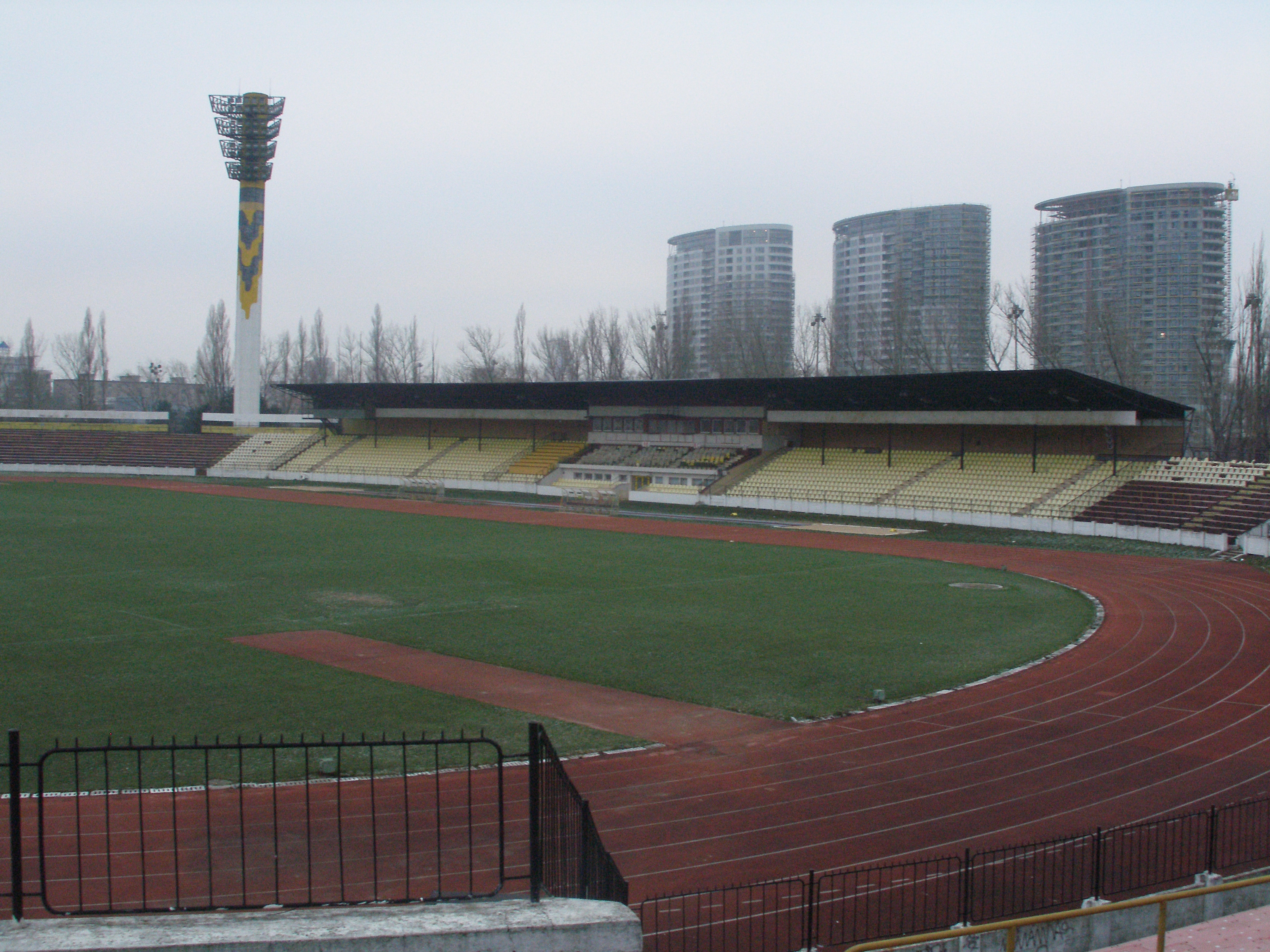
El estadio Pasienky en Bratislava.

El estadio Pasienky es un estadio multiusos de Bratislava, Eslovaquia. Se utiliza sobre todo para los partidos de fútbol y es el estadio del FK Inter Bratislava. El estadio tiene capacidad para 13.295 personas.

## Datos del club
- Temporadas en 1ª: 9
- Temporadas en 2ª: 1

## Palmarés

### Torneos nacionales
- Superliga de Eslovaquia (2): 2000 y 2001
- Copa de Eslovaquia (6): 1984, 1988, 1990, 1995, 2000 y 2001
- Supercopa de Eslovaquia (1): 1995

### Torneos amistosos
- Copa Mitropa (1) 1969

## Participación en competiciones europeas
| Temporada | Competición      | Ronda        | Club                    | Cómputo global | Ida      | Vuelta     |
| --------- | ---------------- | ------------ | ----------------------- | -------------- | -------- | ---------- |
| 1959/60   | Copa de Europa   | Q            | FC Porto                | 4-1            | 2-1 (C)  | 2-0 (F)    |
|           |                  | 1/8          | Rangers FC              | 4-5            | 3-4 (F)  | 1-1 (C)    |
| 1960      | Copa Mitropa     | Grupo 2      | Tatabányai Bányász      | 4-5            | 1-2 (F)  | 3-3 (C)    |
| 1961      | Copa Mitropa     | Grupo 2      | Slovan Nitra            | 3-4            | 3-4 (C)  |            |
|           |                  | Grupo 2      | AC Torino               | 4-2            | 4-2 (F)  |            |
|           |                  | Grupo 2 (2e) | SV Stickstoff Linz      | 8-2            | 8-2 (C)  |            |
| 1968      | Copa Mitropa     | 1/8          | Tatabányai Bányász      | 8-3            | 1-3 (F)  | 7-0 (C)    |
|           | Copa Mitropa     | 1/4          | Estrella Roja Belgrado  | 3-5            | 0-3 (F)  | 3-2 (C)    |
| 1969      | Copa Mitropa     | 1/8          | Palermo FC              | 3-1            | 3-0 (C)  | 0-1 (F)    |
|           | Copa Mitropa     | 1/4          | SK Admira Wien          | 3-3 u          | 2-2 (F)  | 1-1 (C)    |
|           | Copa Mitropa     | 1/2          | Vasas SC Budapest       | 3-2            | 2-2 (C)  | 1-0 (F)    |
|           | Copa Mitropa     | F            | Sklo Union Teplice      | 4-1            | 4-1 (C)  | 0-0 (F)    |
| 1970      | Copa Mitropa     | 1/8          | First Vienna            | 6-1            | 6-1 (C)  |            |
|           | Copa Mitropa     | 1/4          | FC Wacker Innsbruck     | 3-1            | 3-0 (F)  | 0-1 (C)    |
|           | Copa Mitropa     | 1/2          | Honvéd Budapest         | 3-1            | 1-0 (F)  | 2-1 (C)    |
|           | Copa Mitropa     | F            | Vasas Budapest          | 3-5            | 2-1 (C)  | 1-4 (F)    |
| 1975/76   | UEFA Cup         | 1R           | Real Zaragoza           | 8-2            | 5-0 (C)  | 3-2 (F)    |
|           | UEFA Cup         | 2R           | AEK Atenas              | 3-3 u          | 2-0 (C)  | 1-3 (F)    |
|           | UEFA Cup         | 1/8          | Stal Mielec             | 1-2            | 1-0 (C)  | 0-2 (F)    |
| 1977/78   | UEFA Cup         | 1R           | SK Rapid Wien           | 3-1            | 0-1 (F)  | 3-0 (C)    |
|           | UEFA Cup         | 2R           | Grasshopper-Club Zürich | 2-5            | 1-0 (C)  | 1-5 (F)    |
| 1983/84   | UEFA Cup         | 1R           | Rabat Ajax              | 16-0           | 10-0 (F) | 6-0 (C)    |
|           | UEFA Cup         | 2R           | Radnicki Nis            | 3-6            | 0-4 (F)  | 3-2 (C)    |
| 1984/85   | Recopa de Europa | 1R           | Kuusysi Lahti           | 2-1            | 2-1 (C)  | 0-0 (F)    |
|           |                  | 1/8          | Everton FC              | 0-4            | 0-1 (C)  | 0-3 (F)    |
| 1988/89   | Recopa de Europa | 1R           | CFKA Sredets Sofia      | 2-8            | 2-3 (C)  | 0-5 (F)    |
| 1990/91   | UEFA Cup         | 1R           | Avenir Beggen           | 6-2            | 1-2 (F)  | 5-0 (C)    |
|           |                  | 2R           | 1. FC Köln              | 1-2            | 1-0 (F)  | 0-2 (C)    |
| 1994/95   | UEFA Cup         | Q            | MyPa                    | 1-3            | 0-3 (C)  | 1-0 (F)    |
| 1995/96   | Recopa de Europa | Q            | Valletta FC             | 5-2            | 0-0 (F)  | 5-2 (C)    |
|           |                  | 1R           | Real Zaragoza           | 1-5            | 0-2 (C)  | 1-3 (F)    |
| 1998/99   | UEFA Cup         | 1Q           | SK Tirana               | 4-0            | 2-0 (C)  | 2-0 (F)    |
|           |                  | 2Q           | SK Slavia Praga         | 2-4            | 0-4 (F)  | 2-0 (C)    |
| 1999/00   | UEFA Cup         | Q            | KS Bylis Ballsh         | 5-1            | 3-1 (C)  | 2-0 (F)    |
|           |                  | 1R           | SK Rapid Wien           | 3-1            | 1-0 (C)  | 2-1 (F)    |
|           |                  | 2R           | FC Nantes               | 0-7            | 0-3 (C)  | 0-4 (F)    |
| 2000/01   | Champions League | 2Q           | FC Haka Valkeakoski     | 1-0            | 0-0 (F)  | 1-0 nv (C) |
|           |                  | 3Q           | Olympique Lyonnais      | 2-4            | 1-2 (C)  | 1-2 (F)    |
| 2000/01   | UEFA Cup         | 1R           | Roda JC                 | 4-1            | 2-0 (F)  | 2-1 (C)    |
|           |                  | 2R           | Lokomotiv Moscú         | 1-3            | 0-1 (F)  | 1-2 (C)    |
| 2001/02   | Champions League | 2Q           | Slavia Mozyr            | 2-0            | 1-0 (F)  | 1-0 (C)    |
|           |                  | 3Q           | Rosenborg BK            | 3-7            | 3-3 (C)  | 0-4 (F)    |
| 2001/02   | UEFA Cup         | 1R           | Litex Lovech            | 1-3            | 1-0 (C)  | 0-3 (F)    |

## Entrenadores
| - Karol Borhy (1958-1960) - Arnošt Hložek (1962-1966) - Ladislav Kačáni (1967-1970) - Jozef Marko (1970-1972) - František Skyva (1972) - Valér Švec (1972-1978) - Michal Vičan (1978-1980) - Justín Javorek (1980-1982) - Arnošt Hložek (1982-1984) - Štefan Šimončič (1984) | - Michal Vičan (1984-1986) - Karol Kögl (1986-1988) - Vladimír Hrivnák (1988) - Jozef Adamec (1989-1991) - Jozef Jankech (1991-1992) - Jozef Adamec (1992-1993) - Ladislav Petráš (1994) - Karel Brückner (1995) - Jozef Adamec (1995) - Jozef Valovič (1996) | - Jozef Bubenko (1996-2002) - Jozef Barmoš (2004-2005) - Ladislav Jurkemik (2006-2008) - Vladimír Koník (2007-2009) - Peter Fieber (2009) - Jozef Barmoš (2009-) |